# Graphic Arts Building (Dayton, Ohio)
El Graphic Arts Building es un edificio comercial histórico en las afueras del centro de Dayton (Estados Unidos). Construido en la década de 1920, albergó durante mucho tiempo la editorial de una denominación protestante y ha sido nombrado sitio histórico.

## Asociación Editorial Cristiana
La Ohio Christian Book Association, establecida en 1843, fue una editorial asociada a la denominación que luego se conoció como Christian Connexion, que a su vez es uno de los antepasados de la actual Iglesia Unida de Cristo. Como parte del Movimiento de Restauración, Connexion patrocinó la publicación del Herald of Gospel Liberty, que ha sido declarado el periódico religioso más antiguo del mundo. A partir de 1868, este periódico fue publicado por la editorial Connexion, que en ese momento operaba con el nombre posterior de "Christian Publishing Association". : 414 En el mismo año, la asociación compró un edificio en el centro de Dayton, pero finalmente lo encontró insatisfactorio, y después de más de diez años de operación en viviendas alquiladas, la asociación compró otro terreno por $28,000. La construcción comenzó poco después de que se vendieran los bienes inmuebles y, cuando se completó en junio de 1905, se habían gastado más de $100 000 en el edificio y su equipo. : 415 Veinte años más tarde, la asociación dispuso la construcción de la propiedad actual en Ludlow Street, que solo ocuparon durante once años antes de mudarse en 1936.

## Arquitectura
Diseñado por el estudio de arquitectura de Dayton de Schenck & Williams, el Graphic Arts Building es una estructura compuesta : mientras que los cimientos son de hormigón y el techo de asfalto, las paredes mezclan ladrillo, hormigón y vidrio, mientras que los elementos periféricos son de mármol., piedra caliza y otros tipos de piedra. El uso extensivo de hormigón fue el resultado de demandas estructurales: se utilizó para soportar el peso de la maquinaria de impresión y el almacenamiento de materiales de la empresa, así como para hacer que el edificio de cinco pisos fuera ignífugo. Aunque los lados en gran parte no tienen ventanas, el frente presenta cinco grandes ventanas de paneles múltiples en cada piso sobre el nivel del suelo; se colocaron para permitir la entrada de cantidades sustanciales de luz solar.

## Conservación
En agosto de 2009, la Oficina de Preservación Histórica del Estado de Ohio nominó el Graphic Arts Building para agregarlo al Registro Nacional de Lugares Históricos. En ese momento, el propietario había anunciado su oposición a que el edificio fuera nombrado sitio histórico, pero su objeción fue desestimada en unos meses, ya que el edificio se agregó al Registro en noviembre de 2009. Calificó para su inclusión tanto por su arquitectura históricamente significativa como por el lugar que había ocupado en la historia local.  El edificio anterior de Christian Publishing Association en Fifth y Ludlow comparte una distinción relacionada; desde que se renombró como Edificio Hamiel, es una parte integral del Distrito histórico de terracota de Dayton, un distrito histórico con designación de Registro Nacional. 